# Ли Чжаньшу
Ли Чжаньшу́ (кит. упр. 栗战书, пиньинь Lì Zhànshū; род. 30 августа 1950, провинция Хэбэй) — китайский политический деятель, член Постоянного комитета Политбюро ЦК КПК; председатель Постоянного комитета Всекитайского собрания народных представителей с 17 марта 2018 по 10 марта 2023 года. Член Политбюро с 2012 по 2022 гг. (постоянного комитета — в 2017—2022 гг.), секретарь ЦК в 2012—2017 гг.
Член КПК с 1975 года, кандидат в члены ЦК КПК 16—17 созывов, секретарь ЦК КПК и член Политбюро ЦК КПК 18-го созыва, член Посткома Политбюро ЦК КПК 19-го созыва.
С декабря 2007 года губернатор (до этого — вице-губернатор) провинции Хэйлунцзян (Северо-Восточный Китай).
С августа 2010 года по июль 2012 года глава парткома КПК провинции Гуйчжоу (Юго-Западный Китай).
Откуда ушел на должность первого заместителя, а с сентября 2012 по ноябрь 2017 года начальник Канцелярии ЦК КПК. Стал единственным членом Политбюро ЦК КПК 18-го созыва, минуя полноправное членство в ЦК предыдущего созыва (являлся там кандидатом в члены).
В 2017 году Ли Чжаньшу сменил Чжан Дэцзяна в Посткоме Политбюро ЦК КПК 19-го созыва (его членство в том предрекалось наблюдателями), став в марте 2018 года его же преемником также в должности председателя ПК ВСНП; при этом ранее преобладало мнение о преемничестве Ли секретарю (главе) Центральной комиссии КПК по проверке дисциплины Ван Цишаню.
По мнению к. п. н. Татьяны Каукеновой, «как протеже бывшего Председателя КНР Ху Цзиньтао он, видимо, исполняет роль „глаз и ушей“ бывшего генсека и, соответственно, клана „комсомольцев“».
Его близость к экс-лидеру Китая Ху Цзиньтао отмечала и японская «NHK World».
Также другие источники причисляют его к так называемому клану комсомольцев в КПК.
В настоящее время его называют близким сторонником Си Цзиньпина, одним из самых близких к нему людей, напрямую с Си Цзиньпином увязывают и его выдвижение в 2012 году, они знакомы ещё с 1980-х, когда Ли работал в партийном аппарате провинции Хэбэй вместе с Си.
В 2020 году заявил, что Пекин «никогда не допустит, чтобы какая-либо сила каким-либо образом отделила Тайвань от Китая». Согласно словам Ли Чжаньшу: «Китай будет использовать все средства, чтобы предотвратить отделение Тайваня от Китая» сторонниками независимости острова, но немирные методы — «это последнее средство».

## Награды
- Орден Дружбы (21 февраля 2022 года, Россия) — за большой вклад в развитие всеобъемлющего партнёрства и стратегического взаимодействия между Российской Федерацией и Китайской Народной Республикой[15].